# Rhyacophila alticola
Rhyacophila alticola là một loài Trichoptera trong họ Rhyacophilidae. Chúng phân bố ở vùng Indomalaya.